# Хойново (Журомінський повіт)
Хойново (пол. Chojnowo) — село в Польщі, у гміні Кучборк-Осада Журомінського повіту Мазовецького воєводства.
Населення — 486 осіб (2011).
У 1975-1998 роках село належало до Цехановського воєводства.

## Демографія
Демографічна структура станом на 31 березня 2011 року:
|          | Загалом | Допрацездатний вік | Працездатний вік | Постпрацездатний вік |
| -------- | ------- | ------------------ | ---------------- | -------------------- |
| Чоловіки | 234     | 57                 | 155              | 22                   |
| Жінки    | 252     | 67                 | 126              | 59                   |
| Разом    | 486     | 124                | 281              | 81                   |